# تپه گاو سارا ۱
تپه گاو سارا ۱ مربوط به عصر مس - عصر مفرغ - سده‌های اولیه و میانه دوران‌های تاریخی پس از اسلام است و در شهرستان ازنا، بخش جاپلق، دهستان جاپلق شرقی، ۴۰۰ متری جنوب روستای حسین‌آباد واقع شده و این اثر در تاریخ ۷ اسفند ۱۳۸۶ با شمارهٔ ثبت ۲۱۳۷۸ به‌عنوان یکی از آثار ملی ایران به ثبت رسیده است.